# پینیونه
پینیونه (به ایتالیایی: Pignone) یک کومونه در ایتالیا است که در استان لا اسپتزیا واقع شده‌است.

## خصوصیات
پینیونه ۱۶٫۲ کیلومترمربع مساحت و ۶۵۴ نفر جمعیت دارد.